# Reizstoffsprühgerät

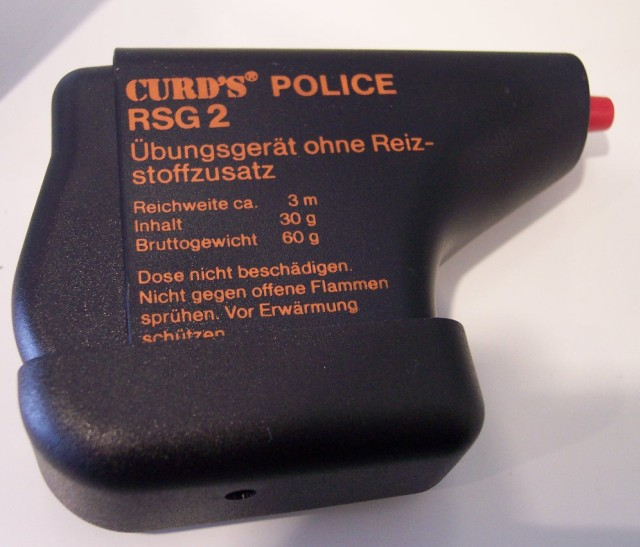
Reizstoffsprühgerät, Typ RSG 2

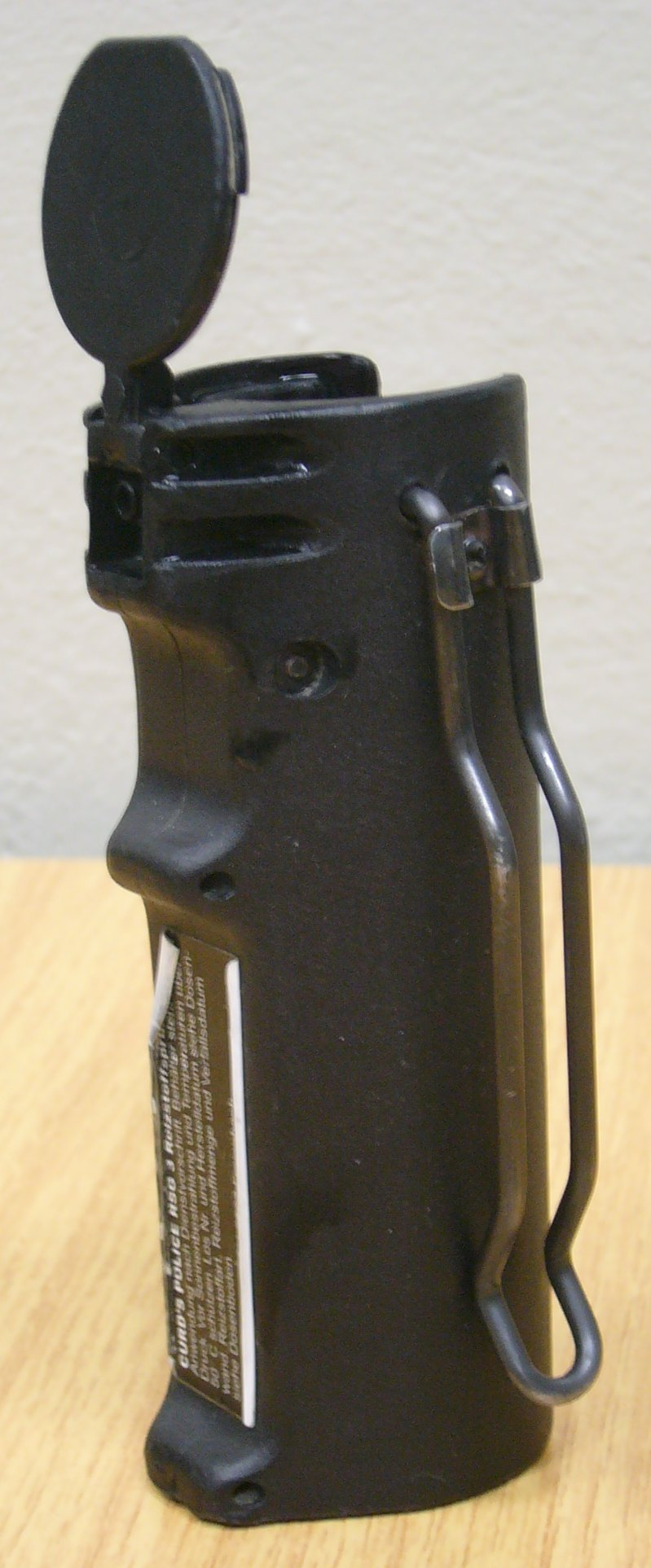
Reizstoffsprühgerät, Typ RSG 3

Ein Reizstoffsprühgerät (RSG) ist ein Gerät, mit dem Reizgasaerosol (in der Regel Tränengas oder Pfefferspray) versprüht wird.

## Konstruktion und Einsatz
Das Reizstoffsprühgerät enthält eine Sprühdose mit einem Ventil und einer Austrittsdüse, die zusammen zu einer handlichen Einheit zusammengefasst sind. Das Reizstoffsprühgerät zählt zu den Ausrüstungsgegenständen der Polizei in Deutschland und in Österreich sowie der Bundeswehr und der Schweizer Armee.

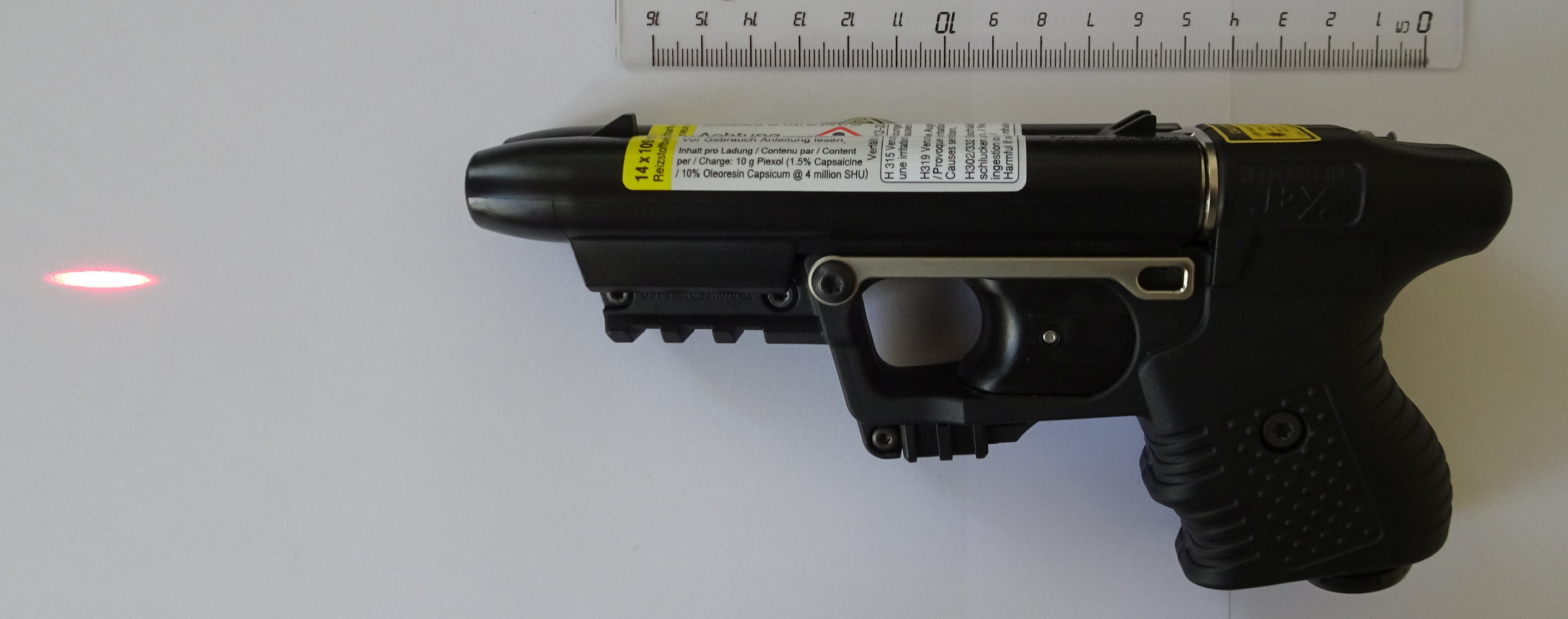
„Jet Protector JPX“ mit Laservisier, zweischüssig, Piexon Inc.

Neben kleineren Abschussgeräten, die in die hohle Hand passen, sind pistolenartig geformte, in der Schweiz produzierte, zwei- bis vierschüssige Geräte, auch mit hinzugefügtem Laservisier im Einsatz, die mit hoher Geschwindigkeit eine Reizstoffwolke abgeben, die in 4 bis 7 m Entfernung ihr Ziel erreicht. Auch sie dürfen in Deutschland nur zur Tierabwehr oder zur Notwehr bzw. Nothilfe eingesetzt werden. Übungspatronen mit Lebensmittelfarbe sind verfügbar.
Pfefferspray in Reizstoffsprühgeräten wurde bei der deutschen Polizei Anfang 2000 als Einsatzmittel für Polizeivollzugsbeamte eingeführt, um unmittelbaren Zwang auszuüben. Ziel war und ist es, damit ein milderes Zwangsmittel als den Schlagstock oder sogar gegenüber dem Schusswaffengebrauch zu schaffen, um dem Grundsatz der Verhältnismäßigkeit bei der Auswahl des Zwangsmittels besser Rechnung tragen zu können. Die Gerätebezeichnungen lauten je nach Ausführung RSG 1, RSG 2 (geeignet zum verdeckten Tragen), RSG 3 sowie RSG 4 (für den Einsatz bei besonderen polizeilichen Lagen, insbesondere Menschenansammlungen) und sind in der polizeilichen Ausführung nicht auf dem freien Markt erhältlich. Der Anteil des Reizstoffes beträgt bei der deutschen Polizei 0,3 Gew.-%. Die Reichweite beträgt 2,5 m (RSG 2) oder 4 m (RSG 1, RSG 3 und RSG 4). Von verschiedenen polizeilichen Ausführungen existieren ähnlich gebaute zivile Versionen unter abweichenden Bezeichnungen.
| Bezeichnung                             | RSG 1    | RSG 2    | RSG 3    | RSG 4               |
| Einsatzreichweite                       | 4 m      | 2,5 m    | 4 m      | 4 m / 7 m           |
| Sprühbilddurchmesser                    | 10–20 cm | 10–20 cm | 10–20 cm | 10–20 cm / 20–40 cm |
| Mindestzahl von 1-Sekunden-Strahlstößen | 11       | 4        | 5–8      | 11                  |
| Füllmenge                               | ?        | 20 ml    | 60 ml    | 400 ml              |

## Im deutschen Waffenrecht
Im deutschen Waffenrecht werden Reizstoffsprühgeräte als Sprühgeräte bezeichnet. Das deutsche Waffengesetz enthält unter anderem Regelungen zur Reichweite und Altersbeschränkungen. Personen ab 14 Jahren dürfen von der Physikalisch-Technischen Bundesanstalt zugelassene Reizstoffsprühgeräte besitzen und in der Öffentlichkeit mitführen. Sogenannte Tierabwehrsprays können in eine rechtliche Grauzone fallen.